# Herbert Gardemin

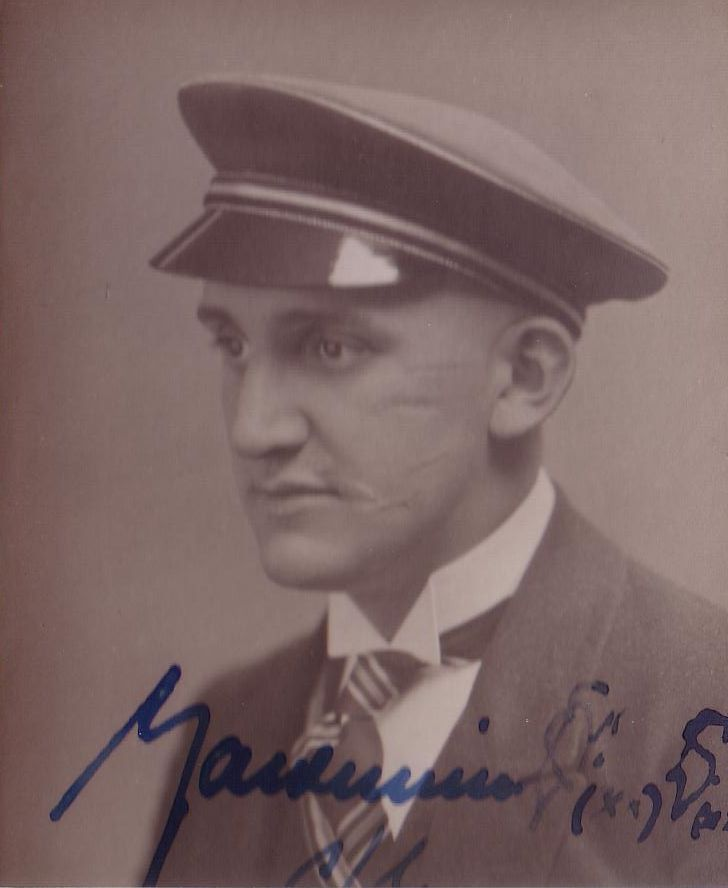
Gardemin als Berliner Normanne

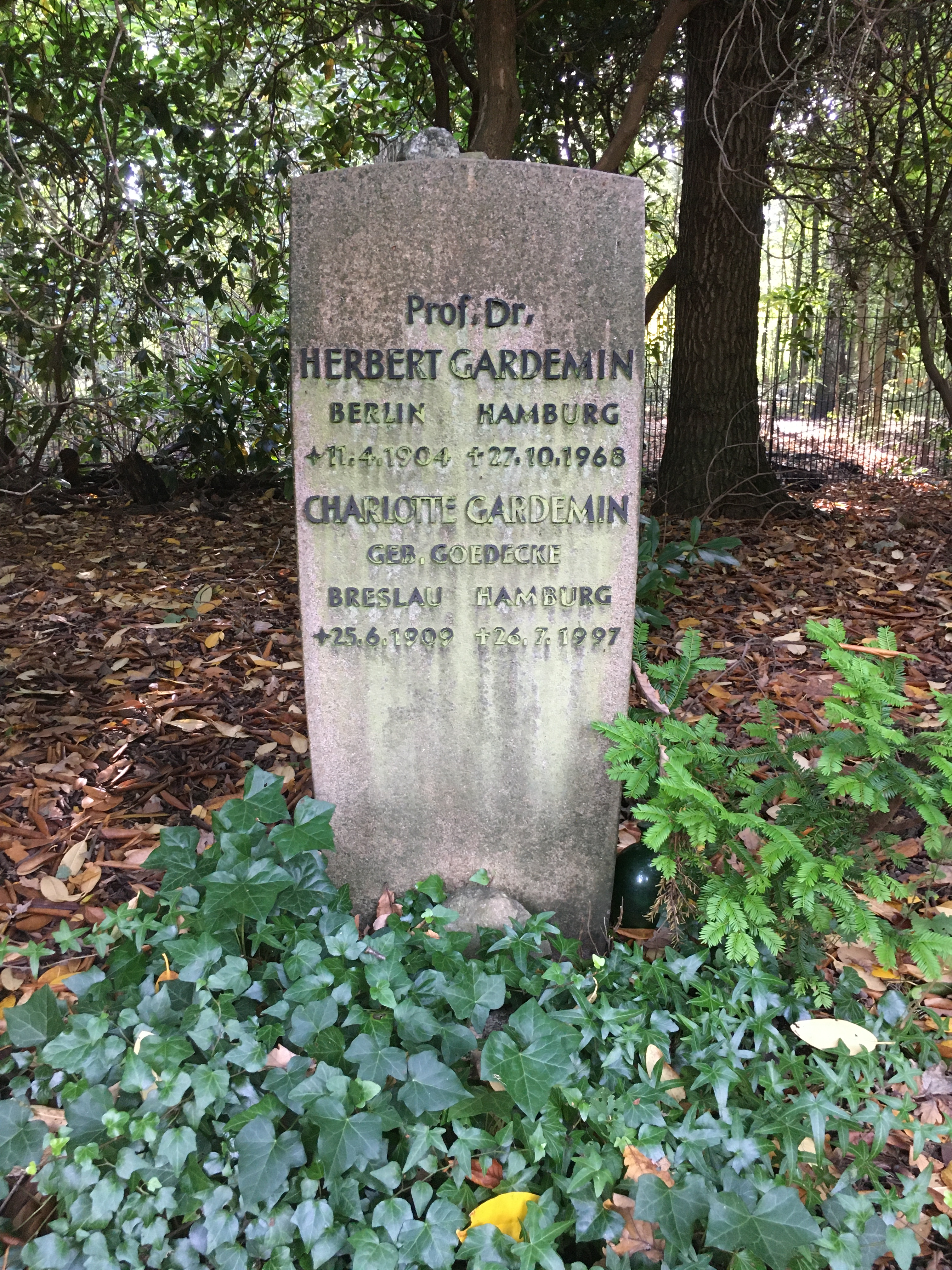
Grabstätte Herbert Gardemin auf dem Friedhof Ohlsdorf

Herbert Gardemin (* 11. April 1904 in Berlin-Tegel; † 27. Oktober 1968 in Hamburg) war ein deutscher Orthopäde und Hochschullehrer.

## Leben
Nach dem Medizinstudium arbeitete er als Medizinalpraktikant im Städtischen Krankenhaus Britz. Dort hatte Lothar Kreuz die erste selbständige orthopädische Abteilung eines Berliner Krankenhauses eingerichtet. Von Britz ging Gardemin an die Charité zu Hermann Gocht. Als Chefarzt arbeitete er für kurze Zeit  am Deutschen Institut für Wirbeltuberkulose in Klotzsche-Königswald bei Dresden (Julius von Finck), wieder in Britz und einige Jahre später am Heilanstalten im Städtischen Krankenhaus Berlin-Buch. Nach dem Zweiten Weltkrieg übernahm Gardemin die orthopädische Chefarztstelle am Waldkrankenhaus in Berlin-Spandau. Im Januar 1954 folgte er Lindemann als Leiter des großen Krüppelheims Annastift in Hannover. 1961 wurde er als ordentlicher Professor und Lehrstuhlinhaber an das Universitätsklinikum Hamburg-Eppendorf berufen. In seinen letzten Jahren war er Dekan der Medizinischen Fakultät der Universität Hamburg.
Sein Arbeitsschwerpunkte waren die Kinderorthopädie, degenerative Gelenkerkrankungen und Physikalische Medizin und Rehabilitation.
1949 hatte sich Gardemin an der Humboldt-Universität zu Berlin habilitiert. 1952 habilitierte er sich an der Freien Universität Berlin.
Seine letzte Ruhestätte fand Herbert Gardemin auf dem Hamburger Friedhof Ohlsdorf im Planquadrat L 35.

### Ehrenämter
Gardemin war Vorsitzender der Deutschen Orthopädischen Gesellschaft und leitete 1966 den Orthopädenkongress in Hamburg. Er war Mitglied und Vorstandsmitglied zahlreicher medizinischer Gesellschaften. 1968 wurde er zum Korrespondierenden Mitglied der British Orthopaedic Association gewählt.

### Interessen
Er spielte Klavier und Golf und liebte Theodor Fontane. Er war Mitglied der Corps Normannia Berlin (1923) und Saxonia Kiel (1925). Als sein jüdischer Freund und Kollege Ernest E. Neustadt ins Visier der Nationalsozialisten geriet, „bat“ Gardemin die SS, „nicht Neustadts Eiserne Kreuze aus dem Ersten Weltkrieg liegenzulassen“. Neustadt konnte unbehelligt in die USA emigrieren. In seinem Nachruf auf Gardemin schrieb er:

„Er stellte das beste, das reinste dar am Deutschtum. Er war stolz, nicht anmaßend; national, nicht nationalistisch; sozial, nicht sozialistisch.“